# Skrejpr

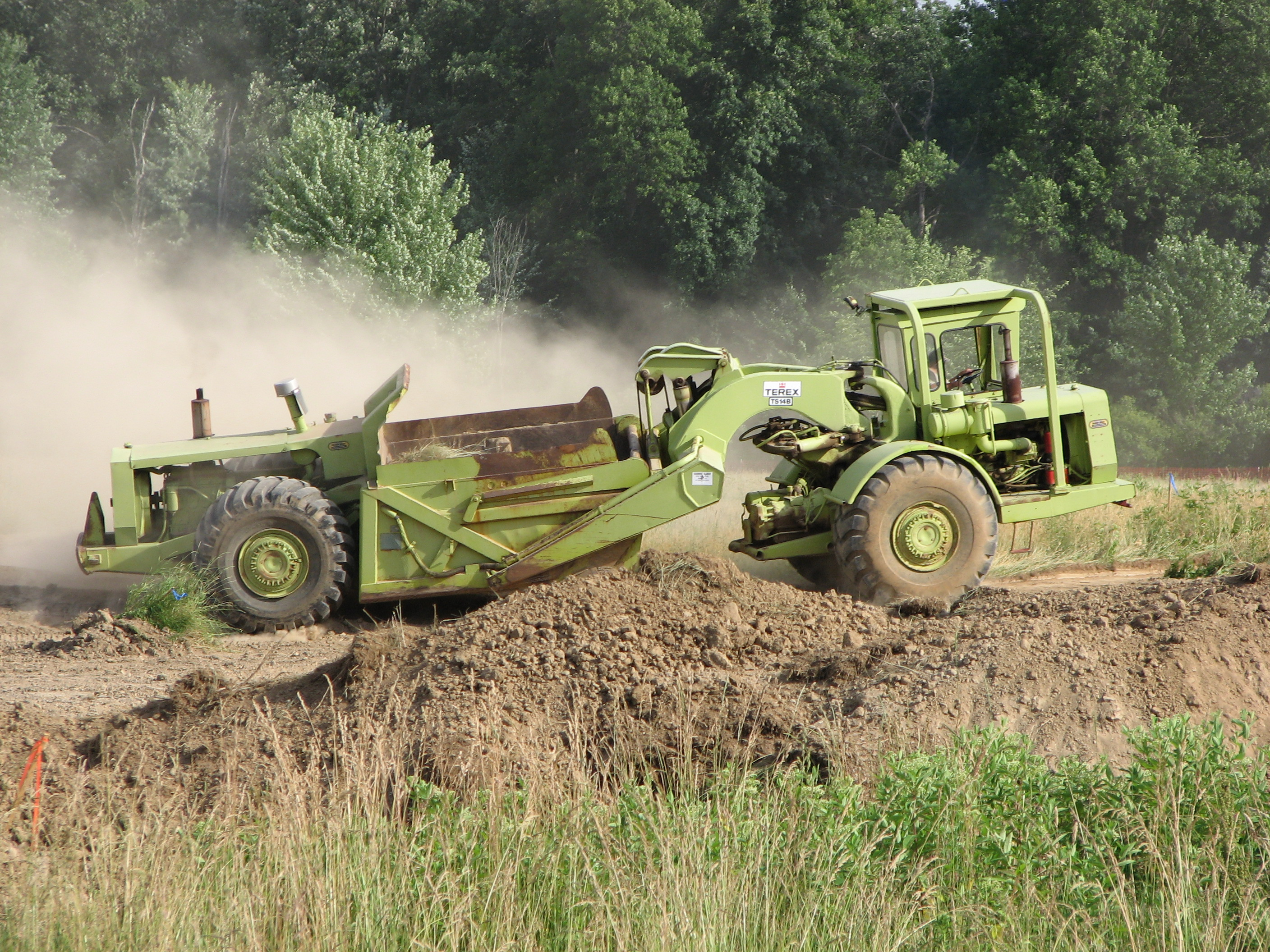
Skrejpr Terex TS-14b

Skrejpr neboli škrabač (angl. scraper) je stavební stroj určený k těžbě, přepravě a rozprostírání zemin třídy 1. – 4. V těžkých zeminách 4. třídy a výše se doporučuje rozrušení nožovými rozrývači na buldozeru.

## Popis
Je tvořen tažnou a pracovní částí, které jsou navzájem spojeny kloubem/závěsem, umožňujícím ovládání stroje. Vybaven je dvěma motory s hydraulickým řízením.
V Česku se vyráběl skrejpr pod názvem STAVOSTROJ SM 150.